# Liste des îles de Papouasie-Nouvelle-Guinée
Voici une liste des îles de la Papouasie-Nouvelle-Guinée.

## Par superficie
Ce tableau regroupe les principales îles de la Papouasie-Nouvelle-Guinée, classées par superficie décroissante.
Cette liste est très probablement partielle : les quatre premières entrées sont sûres, mais il est possible que des îles ne soient pas mentionnées parmi les suivantes.
La Nouvelle-Guinée est la plus grande île du pays, mais la Papouasie-Nouvelle-Guinée n'en occupe que la moitié (environ 410 000 km²), l'autre moitié était sous souveraineté de l'Indonésie.
| Nom               | Superficie (km²) |
| ----------------- | ---------------- |
| Nouvelle-Guinée   | 829 200          |
| Nouvelle-Bretagne | 35 145           |
| Bougainville      | 9 318            |
| Nouvelle-Irlande  | 7 404            |
| Manus             | 1 940            |
| Fergusson         | 1 437            |
| Lavongai          | 1 227            |
| Normanby          | 1 040            |
| Umboi             | 930              |
| Woodlark          | 874              |
| Tagula            | 866              |
| Goodenough        | 687              |
| Buka              | 682              |
| Long Island       | 500              |
| Karkar            | 400              |
| Mussau            | 400              |
| Kiwai             | 359              |
| Kiriwina          | 267              |
| Rossel            | 263              |
| Misima            | 203              |
| Purutu            | 186              |
| Wabuda            | 109              |
| Sideia            | 107              |
| Basilaki          | 106              |
| Djaul             | 100              |

## Par localisation géographique

### Archipel Bismarck

#### Généralités
L'archipel Bismarck est situé au nord-est de l'île de Nouvelle-Guinée. Il comprend des îles essentiellement volcaniques, la Nouvelle-Bretagne et la Nouvelle-Irlande étant les deux îles principales, et s'étend au total sur 49 700 km2. Administrativement, il est partagé entre 7 provinces distinctes.

#### Madang
Dans la province de Madang :
- Île Longue
- Crown
- Karkar
- Bagabag
- Manam

#### Manus
Dans la province de Manus :
- Îles de l'Amirauté, groupe de 18 îles :
  - Manus, île principale de l'archipel
  - Lou
  - Los Negros
  - Ndrova
  - Tong
  - Baluan
  - Pak
  - Purdy
  - Rambutyo
  - Saint-Andrews
- Îles de l'Ouest :
  - Aua
  - Hermit
  - Kaniet (ou Anchorite) :
    - Sae

  - Ninigo
  - Wuvulu

#### Morobe
Dans la province de Morobe :
- Umboi
- Tolokiwa
- Sakar
- Ritter
- Malai
- Tuam

#### Nouvelle-Bretagne occidentale
Dans la province de Nouvelle-Bretagne occidentale :
- Nouvelle-Bretagne (Niu Briten, également sur la province de Nouvelle-Bretagne orientale)
- Îles Vitu :
  - Garove
  - Unea

#### Nouvelle-Bretagne orientale
Dans la province de Nouvelle-Bretagne orientale :
- Nouvelle-Bretagne (Niu Briten, également sur la province de Nouvelle-Bretagne occidentale)
- Îles du Duc-d'York :
  - Île du Duc-d'York
  - Makada
  - Mioko

#### Nouvelle-Irlande
Dans la province de Nouvelle-Irlande :
- Nouvelle-Irlande (Niu Ailan, île principale de l'archipel)
- Nouvelle-Hanovre (Lavongai)
- Îles Saint-Matthias :
  - Mussau
  - Emirau
  - Eloaua
- Îles Tabar :
  - Tabar
  - Tatau
  - Simberi
- Îles Tanga :
  - Malendok
  - Boang
- Îles Feni :
  - Ambitle
  - Babase
- Djaul
- Lihir
- Anir

#### Sepik oriental
Dans la province de Sepik oriental :
- Îles Schouten :
  - Bam
  - Kadovar
  - Blup Blup
  - Wei
  - Koil
  - Vokeo

### Bougainville
Géographiquement, l'île Bougainville et les îles environnantes font partie des îles Salomon. Outre l'île Bougainville, on compte les îles suivantes dans l'archipel :
- Île Buka
- Îles Carteret
- Îles Green :
  - Nissan
  - Pinipel
  - Sau
  - Barahun
  - Sirot

### Province de Milne Bay
La province de Milne Bay regroupe entre autres des îles situées à l'est de la pointe orientale de la Nouvelle-Guinée. On y retrouve les groupes suivants :
- Archipel d'Entrecasteaux :
  - Normanby
  - Fergusson
  - Goodenough
  - Sanaroa
  - Dob
- Îles Trobriand :
  - Kiriwina
  - Kaileuna
  - Vakuta
  - Kitava
- Îles Woodlark :
  - Woodlark
  - Madau
- Louisiades :
  - Sariba
  - Basilika
  - Kwalaiwa
  - Misima
  - Motorina
  - Bagaman
  - Kuwanak
  - Panawina
  - Hemenahei
  - Tagula
  - Île Rossel
- Directement à l'est de la Nouvelle-Guinée :
  - Samarai
  - Kwato
  - Deka Deka
  - Logea
  - Saliba
  - Basilaki
  - Sideia
  - Île Engineer

### Autres îles
- Côte Nord-Est :
  - Karkar
  - Long Island
  - Umboi
- Îles des deltas :
  - Kiwai (delta du Fly)
  - Purutu (delta du Fly)
  - Aramia (delta du Bumu)
  - Uapumba (delta du Bumu)
  - Naviu (delta du Bumu)
  - Morigio (delta du Turama)
- Côte Sud :
  - Daru
  - Paramai
  - Daugo
  - Yule
  - Tatana Island